# Xorides stepposus
Xorides stepposus är en stekelart som beskrevs av Dmitriy R. Kasparyan 1981. Xorides stepposus ingår i släktet Xorides och familjen brokparasitsteklar. Inga underarter finns listade i Catalogue of Life.